# Aleš Kunc
Aleš Kunc (Lubiana, 13 luglio 1973) è un ex cestista sloveno.

## Carriera
Con la Slovenia ha disputato due edizioni Campionati europei (1995, 1997).